# Neoneura rufithorax
Neoneura rufithorax – gatunek ważki z rodziny łątkowatych (Coenagrionidae). Występuje na terenie Ameryki Południowej.